# Kreis Neurode
Der Kreis Neurode war ein preußischer Landkreis im Regierungsbezirk Breslau in der Provinz Schlesien an der Grenze zu Böhmen bzw. ab 1918 zur Tschechoslowakei. Er bestand von 1855 bis 1932. Sitz des Kreises war die Stadt Neurode.

## Geographie
Der Kreis Neurode befand sich in der Mittelgebirgslandschaft der Sudeten. Im Norden dominiert das Eulengebirge (Góry Sowie), das in der Hohen Eule (Wielka Sowa) eine Höhe von 1015 m erreicht. Auf ihr wurde 1906 der Bismarck-Turm (Orlowicz-Turm) erbaut. Im Südwesten des Kreises liegt das Heuscheuergebirge (Góry Stołowe), dessen wichtigste Berge der Große Heuscheuer (Szczeliniec Wielki) mit 919 m und der Kleine Heuscheuer (Szczeliniec Mały) sind, und deren Tafelberg-Form die Namensgeber offenbar an riesige Heuscheuer erinnerte. Geologisch handelt es sich um Sandstein-Formationen mit den für diese charakteristischen Klüften, Türmen und Schluchten, die seit dem 18. Jahrhundert als Ausflugsziele beliebt sind. Das Heuscheuergebirge ist heute Nationalpark. Weitere Berge sind der Annaberg (647 m). der Allerheiligen Berg (648 m), der Hupprich (556 m) und der Hopfenberg (435 m).
Bedeutende Flüsse im Kreis sind die Steine (Ścinawka) die Weistritz (Bystrzyca) und die Walditz.

## Verwaltungsgeschichte
Das zum Königreich Böhmen gehörige Gebiet wurde ab dem 13. Jahrhundert von deutschen Siedlern kolonisiert. Die Siedler waren von König Ottokar II. ins Land geholt worden. Das Glatzer Gebiet, das immer kirchenrechtlich dem Erzbistum Prag unterstellt war, wurde 1459 vom böhmischen König Georg von Podiebrad zur Grafschaft erhoben. Die Erhebung wurde 1459 und 1462 von Kaiser Heinrich III. bestätigt. Da die Bewohner im Dreißigjährigen Krieg zunächst zu den protestantischen böhmischen Ständen hielten, entzog Kaiser Ferdinand II. den Bürgern und Adligen nach der Schlacht am Weißen Berge ihre Privilegien und rekatholisierte das Land. Nach den Schlesischen Kriegen fiel die Grafschaft Glatz zusammen mit Schlesien an Preußen.
Durch eine Kabinettsorder vom 26. August 1854 wurde die Genehmigung zur Bildung eines Kreises Neurode aus den Distrikten Neurode und Wünschelburg des Kreises Glatz erteilt. Am 2. August 1855 wurde das neue Landratsamt in Neurode eröffnet. Erster Landrat des neuen Kreises wurde Valerian von Pfeil und Klein-Ellguth.
Die Fläche des Kreises betrug 317 km². Von den 48.952 Einwohnern, die 1895 gezählt wurden, waren 96 % katholisch. 1910 hatte der Kreis 52.872 und 1925 schon 54.967 Einwohner. Das Bevölkerungswachstum lag demnach bei jährlich etwa 0,4 % und die Bevölkerungsdichte bei 175 EW/km². Der Kreis zählte somit zu den dichter besiedelten Gebieten Schlesiens. In Neurode und Wünschelburg bestanden Amtsgerichte, die dem Landgericht Glatz untergeordnet waren.
Am 1. Oktober 1932 wurde der Kreis Neurode aufgelöst und mit dem Kreis Glatz wiedervereinigt.
Bis zum Ende des Zweiten Weltkriegs lebten fast ausschließlich deutschsprachige Bewohner in diesem Gebiet. Seit 1945 gehört das ehemalige Kreisgebiet zum polnischen Powiat Kłodzki.

## Einwohnerentwicklung
| Jahr | Einwohner | Quelle |
| ---- | --------- | ------ |
| 1871 | 48.530    | [ 3 ]  |
| 1885 | 51.062    | [ 4 ]  |
| 1890 | 49.729    | [ 5 ]  |
| 1895 | 48.952    |        |
| 1900 | 49.405    | [ 6 ]  |
| 1910 | 52.872    | [ 6 ]  |
| 1925 | 54.967    | [ 5 ]  |

## Landräte
1855–186800Valerian von Pfeil und Klein-Ellguth (1809–1892)
1868–189000Eberhard Graf von Pfeil-Hausdorf (1839–1901), nachmals Mitglied des Preußischen Herrenhauses
1890–189900Richard von Rechenberg (1856–1939)
1899–191400Siegfried zu Dohna-Schlobitten
1914–192000Albrecht Carl (Karl) Leopold von Hoffmann (1879–1936)
1920–192300Leopold Nagel
1923–192500Karl Franz (1881–1967)
1925–193100Emil Schubert
1931–193200Alfred Poppe

## Wirtschaft
In der vor- und frühindustriellen Zeit dominierte im Kreis die Land- und Forstwirtschaft. Schon bald siedelten sich dort andere Gewerbe an, was mit zur hohen Bevölkerungsdichte beitrug. So zählte man 1849 4.140 Weber, deren wirtschaftliche Notlage sich nicht wesentlich von derjenigen der am Schlesischen Weberaufstand beteiligten Arbeiter unterschied. Ein weiterer bedeutender Wirtschaftszweig war der Bergbau; seit dem Spätmittelalter wurden Steinkohle, Eisen, Kupfer, Schiefer und Gold gefördert. 1849 waren in dieser Branche 560 Arbeiter beschäftigt, sie überrundete die Textilindustrie zu Beginn des 20. Jahrhunderts.

## Gemeinden
Zum Kreisgebiet gehörende Gemeinden mit den Einwohnerzahlen von 1901:
- Albendorf 1391
- Beutengrund 918
- Biehals 441

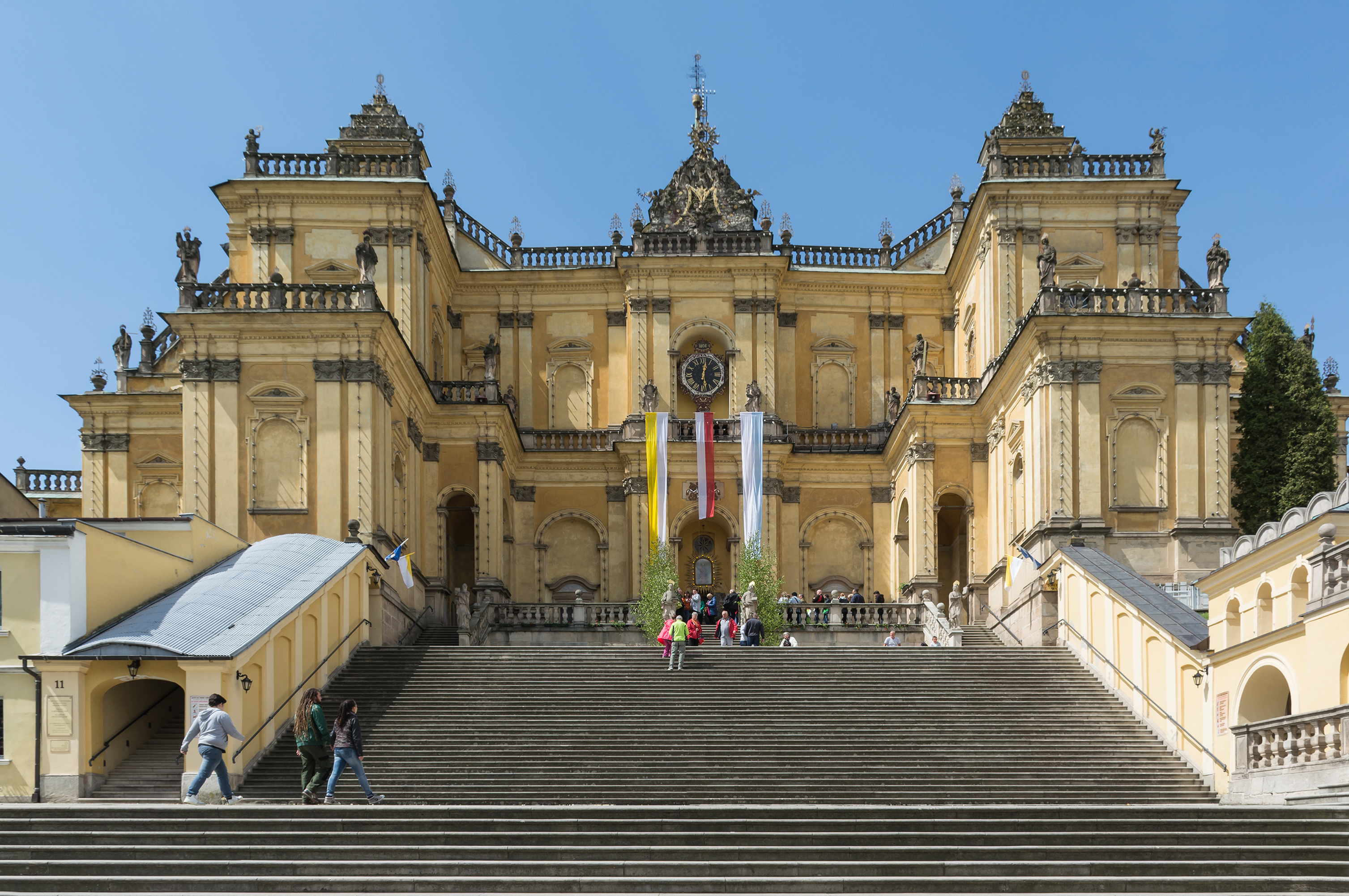
Wallfahrtskirche Albendorf

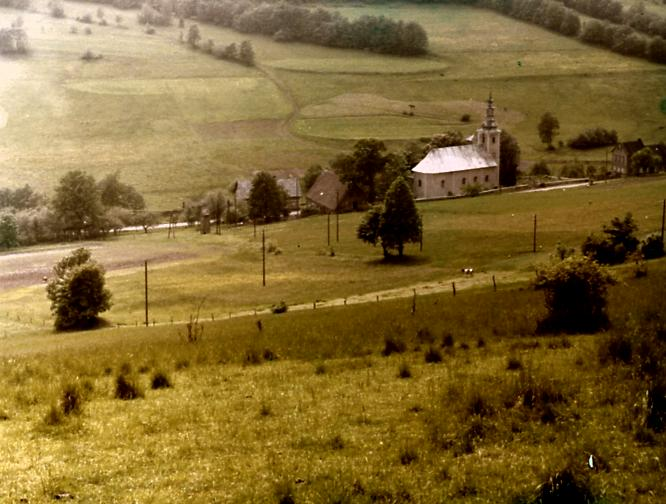
Über's Bargla nach Kreinsdruff

- Buchau 1446 (1936 eingegliedert in die Stadt Neurode)[12]
- Dürrkunzendorf 429
- Ebersdorf bei Neurode 1359
- Eckersdorf 1623
- Falkenberg 1181
- Hausdorf 4254
- Kaltenbrunn 284
- Karlsberg 281
- Kohlendorf 726
- Königswalde 1677
- Krainsdorf 615
- Kunzendorf 4002
- Ludwigsdorf 3684
- Markgrund 120 (1937 eingegliedert in die Gemeinde Königswalde)[13]
- Mittelsteine 1715
- Mölke 208 (1909 eingegliedert in die Gemeinde Ludwigsdorf)[6]
- Neudorf 513
- Neurode 7732
- Niederrathen 549
- Niedersteine 1316
- Oberrathen 475
- Obersteine 801
- Passendorf 572
- Reichenforst 98
- Rothwaltersdorf 719
- Schlegel 3742
- Seifersdorf 441
- Tuntschendorf 900
- Vierhöfe 484
- Volpersdorf 2342
- Walditz 1337
- Wünschelburg 2686
- Zaughals 311

## Persönlichkeiten
- Wilhelm Hauschild (1827–1887), Historienmaler, Königlicher Akademieprofessor
- Ignaz Reimann (1820–1885), Komponist
- Wolfgang Stumph (* 1946), Schauspieler und Kabarettist
- Oswald Völkel (1873–1952), Kunstmaler und Freskant
- Joseph Wittig (1879–1949), Theologe, Schriftsteller und Heimatforscher
- Christa Susanne Dorothea Kleinert (1925–2004), deutsche Ökonomin